# 韋執誼
韋 執誼（い しつぎ、765年 - 807年）は、唐代の官僚・政治家。本貫は京兆府万年県。

## 経歴
巴州刺史の韋浼の子として生まれた。執誼は幼くして聡明俊秀で才能があった。進士に及第し、制策に応じて高等をとり、右拾遺に任じられた。翰林院に召し入れられて学士となった。執誼は二十数歳で徳宗に最も格別な恩寵を受け、互いに歌詩を唱和し、裴延齢・韋渠牟らとともに禁中に出入りした。徳宗の誕生日に皇太子李誦が仏像を献上すると、執誼は徳宗の命を受けて画像賛の文章を作った。徳宗が李誦に命じて絹織物を贈って執誼に報いさせると、執誼は李誦に謝意を示すため東宮を訪れ、李誦に王叔文を紹介された。これにより執誼は王叔文と親密に交際するようになった。まもなく母が死去したため、執誼は辞職して喪に服した。喪が明けると、執誼は南宮郎として起用された。
貞元21年（805年）、順宗（李誦）が即位すると、執誼は朝議郎・吏部郎中・騎都尉・賜緋魚袋から、尚書左丞・同中書門下平章事（宰相）に任じられ、金紫魚袋を賜った。王叔文の永貞革新に協力した。永貞元年（同年）、憲宗が禅譲を受けると、王伾・王叔文らの一党はみな追放され、執誼は崖州司馬に左遷され、さらに崖州司戸参軍に降格された。元和2年（807年）、配所で死去した。享年は43。

## 伝記資料
- 『旧唐書』巻135 列伝第85
- 『新唐書』巻168 列伝第93